# قطعنامه ۲۵۴ شورای امنیت
قطعنامه  ۲۵۴ شورای امنیت سازمان ملل متحد که در تاریخ ۱۱ ژوئن ۱۹۶۸ تصویب شد، سندی بین‌المللی دربارهٔ مسئلهٔ قبرس است. این قطعنامه طی نشست ۱۴۳۲‌ام 
با ۱۵ موافق،۰ مخالف و۰ ممتنع تصویب شد.